# Pop (città)
Pop è il capoluogo del distretto di Pop nella regione di Namangan, in Uzbekistan. 
La città si trova vicino al fiume Syr Darya. Dista 55 km da Namangan, 45 km da Kokand e 235 km da Tashkent.